# Legenda o Białym Wężu
Legenda o Białym Wężu (chiń. 白蛇传; pinyin Bái Shé Zhuàn) – chińska opowieść ludowa wywodząca się z Hangzhou. Od samego początku związana z Pagodą Leifeng. Na jej motywach powstało wiele chińskich oper, filmów oraz seriali telewizyjnych.
Najwcześniejszą próbę przedstawienia tej historii w formie drukowanej podjął Feng Menglong w swojej kompilacji „Opowieści ku przestrodze” (警世通言Jǐngshì Tōng Yán), należącej do cyklu „Trzy pouczenia” (三言Sān Yán).
Opowieść ta jest jedną z Czterech Wielkich Chińskich Opowieści Ludowych (中国四大民间传说 Zhōngguó sì dà mínjiān chuánshuō), powszechnie uznawanych za najwybitniejsze chińskie legendy ludowe. Pozostałe trzy to: Opowieść o Meng Jiang Nü, Opowieść o motylich kochankach oraz Opowieść o pasterzu i tkaczce. Z biegiem czasu powstało wiele alternatywnych wersji tych historii.

## Oryginalna historia
Akcja opowieści rozgrywa się w połowie XII wieku nad brzegiem Jeziora Zachodniego w Hangzhou. Młody pomocnik aptekarza, Xu Xian, podczas ulewnego deszczu spotyka Białą Panią, piękną młodą wdowę, oraz jej służącą. Na ich prośbę zabiera je na pokład wynajętej przez siebie łodzi, która ma go zabrać z powrotem do miasta, a także pożycza im piękny parasol. Gdy później odwiedza kobiety, aby odzyskać swoją własność, Biała Pani proponuje mu małżeństwo. Xu Xian nie zgadza się, twierdząc, że jest zbyt ubogi. Słysząc to, kobieta daje mu sztabkę srebra, aby mógł pokryć niezbędne wydatki. Xu Xian jest sierotą, mieszka w domu wraz ze swoją starszą siostrą oraz jej mężem, który pełni funkcję urzędnika niższego szczebla. Ten natychmiast rozpoznaje sztabkę jako część sumy skradzionej ze skarbca komendanta Shao i informuje o tym władze. Xu zostaje aresztowany, a kiedy policjanci próbują aresztować Białą Panią w jej domu, ta znika w mgnieniu oka. Policjanci odzyskują srebro, dlatego Xu Xian otrzymuje łagodną karę, którą jest wygnanie do Suzhou. Dzięki wstawiennictwu szwagra otrzymuje pozwolenie na zamieszkanie u karczmarza Wanga. Tam znów odwiedzają go Biała Pani ze swoją służącą. Przekonują Xu do poślubienia kobiety, lecz gdy ten odwiedza jedną z lokalnych świątyń, mnich taoistyczny oznajmia mu, że jest oczarowany przez demona i nakazuje mu spalenie przygotowanych przez siebie amuletów. Okazują się one jednak nieskuteczne. Następnego dnia Biała Pani udaje się do świątyni, aby skonfrontować się z mnichem. Ten, całkowicie upokorzony, ucieka z miasta. Xu Xian oraz Biała Pani biorą ślub. Kiedy jakiś czas później Xu zamierza ponownie odwiedzić świątynię, Biała Pani ubiera męża w zestaw pięknych ubrań. Okazuje się, że zostały one skradzione z miejscowego lombardu, wraz z wieloma innymi towarami. Xu zostaje po raz kolejny aresztowany. Skradzione towary cudem wracają do lombardu, a mężczyzna znów zostaje skazany na wygnanie, tym razem do Zhenjiang, gdzie rozpoczyna pracę w aptece niejakiego Li Keyonga. Pewnego dnia kolejny raz spotyka Białą Panią, która twierdzi, że dopiero co przybyła z Nankinu. Kobieta rozwiewa jego początkowe wątpliwości i para znów zaczyna żyć razem. Pewnego dnia Li zaprasza małżeństwo na swoje przyjęcie urodzinowe z zamiarem uwiedzenia Białej Pani. Usiłuje przez szparę w drzwiach podglądać kobietę. Ku jego zaskoczeniu zamiast pięknej młodej kobiety widzi ogromnego białego węża, po czym mdleje. Biała Pani informuje Xu o zakusach Li. Prosi go, aby nie wracał do pracy i przekazuje mu pieniądze na założenie własnej apteki. Jakiś czas później Xu składa darowiznę w klasztorze Jinshansi, po czym zostaje zaproszony do udziału w obchodach urodzin Króla Smoka. Mimo niechęci żony, Xu decyduje się na nie wybrać. Tam spotyka mnicha o imieniu Fahai, który ostrzega go przed Białą Panią. Kiedy Pani, wraz ze służącą, zbliżają się do klasztoru, na widok Fahaia chowają się w rzece. W międzyczasie po abdykacji cesarza Gaozonga zostaje ogłoszona powszechna amnestia i Xu otrzymuje pozwolenie na powrót do Hangzhou. Kiedy dociera do domu swojego szwagra, okazuje się, że Biała Pani ze swoją służącą przybyły tam zaledwie kilka dni wcześniej. Biała Pani grozi mu, że jeśli nie będzie jej kochał jak dawniej, w akcie zemsty zatopi całe Hangzhou. Za namową żony szwagier Xu zaczyna szpiegować Białą Panią i odkrywa jej prawdziwą tożsamość. Wraz z Xu Xianem zapraszają profesjonalnego łowcę węży, aby się jej pozbyć, jednak ten na widok ogromnego węża wpada w panikę. Kiedy zdesperowany Xu ma już zamiar popełnić samobójstwo, po raz kolejny spotyka mnicha o imieniu Fahai. Ten daje Xu swoją miskę i kiedy mężczyzna wraca do domu, rozbija ją nad głową niczego niepodejrzewającej Białej Pani. Kobieta kurczy się i przybiera postać nieszkodliwego małego węża, którego Xu Xianowi z łatwością udaje się schwytać pod miską. W międzyczasie Fahai unieszkodliwia służącą, która przemienia się w niebieskiego karpia, następnie zamyka oba stworzenia w dzbanku i zakopuje go w klasztorze. W zakończeniu Xu Xian decyduje się zgromadzić własne pieniądze i w miejscu zakopania potworów wznosi własną pagodę, a następnie zostaje buddyjskim mnichem. 

## Wersje alternatywne
Na przestrzeni wieków legenda ewoluowała od przerażającej historii do romansu. W późniejszych wersjach historii Bai Suzhen i Xu Xian są w sobie naprawdę zakochani, mimo że ich związek przeczy prawom natury. Fahai w większości adaptacji jest zawistną postacią, która wymyśla szereg różnych sposobów, aby zniszczyć szczęście małżonków. Jednym z nich jest podstępne namówienie Xu Xiana, aby ten dał swojej żonie do wypicia wino, które ujawni jej prawdziwą postać. Widok węża wprawia Xu Xiana w trwałe odrętwienie. Aby uratować mu życie, Biały Wąż i jej służąca, Zielony Wąż, udają się w góry Kunlun, aby ukraść boskie zioło. Gdy Xu Xian zostaje wyleczony, mnich porywa go do klasztoru. Biała Dama oblega klasztor z oddziałem krabów, krewetek, żółwi i innych morskich stworzeń pod jej dowództwem, jednak zostaje pokonana. Xu Xianowi udaje się uciec z klasztoru i para szczęśliwie żyje w mieście do momentu urodzenia dziecka. Nieustępliwy mnich zamyka Białego Węża w Pagodzie Leifeng, a Zielony Wąż znika i wraca wiele lat później, aby spalić pagodę i uwolnić swoją panią.